# The Exciters

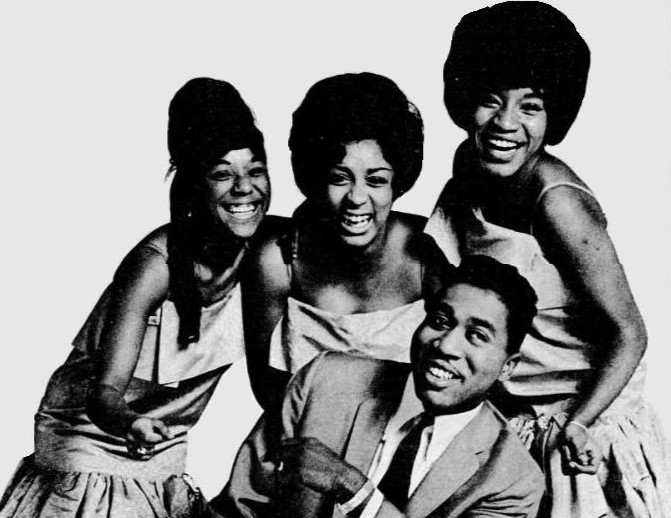
The Exciters, 1964

The Exciters waren eine aus den Vereinigten Staaten und Jamaika stammende US-amerikanische Gesangsgruppe, die 1962 in Queens, New York City, gegründet wurde und vor allem durch ihren Hit Tell Him bekannt ist.

## Geschichte
Die Vorgängergruppe hieß Masterettes und bestand aus Brenda Reid, Carol Johnson, Lillian Walker und Sylvia Wilbur. Als Herbert Rooney (* 1941) bei deren Schwestergruppe Masters rausflog, schloss er sich 1962 als Ersatz für Wilbur den Masterettes an. Diese benannten sich danach in Exciters um. Rooney war vier Jahre älter als die weiteren drei Mitglieder des Quartetts, denn Brenda Reid, Carol Johnson und Lilian Walker waren alle Jahrgang 1945.
Ziemlich schnell bekamen die vier einen Plattenvertrag bei United Artists und nahmen das repetitive Tell Him auf, das zu ihrem einzigen größeren Erfolg werden sollte. In England war Billie Davis 1963 mit dem Song erfolgreich. Weitere Coverversionen gibt es zum Beispiel von Alma Cogan (1963), Hello (1974), The Glitter Band (1974), Kenny Loggins (1988) oder Vonda Shepard (1998). Eine französische Version von Claude François erschien 1963 unter dem Titel Dis-lui, eine spanische (Dile) ebenfalls 1963 von der Sängerin Rosalia.
Nach ihrem Hit Tell Him hatten die Exciters zwischen 1963 und 1966 noch mehrere Platzierungen in den US-Top 100, blieben jedoch stets in der unteren Hälfte der Charts. Ihre Hits zwischen 1962 und 1964 wurden von Jerry Leiber und Mike Stoller produziert und auf United Artists Records veröffentlicht, darunter auch der Titel Do-Wah-Diddy, der 1964 in den US-Charts bis Platz 78 kam. Ende 1964 veröffentlichte Manfred Mann den Song und hatte damit einen Nummer-eins-Hit in den USA und in Großbritannien.
Zu Beginn des Jahres 1965 wechselte die Gruppe zu Roulette Records, hatte dort allerdings mit der Single I Want You To Be My Boy einen bescheidenen Charterfolg. Der Titel war ein Antwort-Song auf den Hit von Frankie Lymon and the Teenagers I Want You To Be My Girl.
Anfang 1966 wechselte die Gruppe erneut die Plattenfirma und unterschrieb einen Vertrag bei Bang Records, aber ihre Single A Little Bit Of Soap erreichte lediglich Platz 58 der Singles-Charts.
Ein weiterer großer Erfolg sollte nicht gelingen, so dass sich die Gruppe Ende 1966 trennte.

## Mitglieder
- Brenda Reid
- Carol Johnson
- Lilian Walker
- Herbert Rooney

## Diskografie

### Alben
- 1963: Tell Him (United Artists)
- 1965: The Exciters (Roulette)
- 1969: Caviar And Chitlins
- 1971: Black Beauty
- 1976: Heaven Is Where You Are
- 1977: The Exciters

### Singles
| Jahr | Titel Album                                                             | Höchstplatzierung, Gesamtwochen, AuszeichnungChartplatzierungen (Jahr, Titel, Album, Platzierungen, Wochen, Auszeichnungen, Anmerkungen) | Höchstplatzierung, Gesamtwochen, AuszeichnungChartplatzierungen (Jahr, Titel, Album, Platzierungen, Wochen, Auszeichnungen, Anmerkungen) | Höchstplatzierung, Gesamtwochen, AuszeichnungChartplatzierungen (Jahr, Titel, Album, Platzierungen, Wochen, Auszeichnungen, Anmerkungen) | Anmerkungen       |
| Jahr | Titel Album                                                             | UK | US | R&B | Anmerkungen       |
| ---- | ----------------------------------------------------------------------- | --- | --- | --- | ----------------- |
| 1962 | Tell Him                                                                | UK46 (1 Wo.)UK | US4 (13 Wo.)US | R&B5 (11 Wo.)R&B |                   |
| 1963 | He’s Got The Power Tell Him                                             | — | US57 (8 Wo.)US | — |                   |
| 1963 | Get Him Tell Him                                                        | — | US76 (3 Wo.)US | — |                   |
| 1964 | Do-Wah-Diddy                                                            | — | US78 (4 Wo.)US | R&B47 (2 Wo.)R&B |                   |
| 1965 | I Want You To Be My Boy The Exciters                                    | — | US98 (1 Wo.)US | — |                   |
| 1966 | A Little Bit of Soap                                                    | — | US58 (6 Wo.)US | — |                   |
| 1969 | You Don’t Know What You’re Missing (’Til It’s Gone) Caviar And Chitlins | — | — | R&B49 (2 Wo.)R&B |                   |
| 1975 | Reaching for the Best Heaven Is Where You Are                           | UK31 (6 Wo.)UK | — | — |                   |
| 1978 | Tonight I’m Gonna Make You A Star                                       | — | — | R&B70 (4 Wo.)R&B | als Brenda & Herb |